# چزار نیکولسکو
چزار نیکولسکو (رومانیایی: Cezar Niculescu؛ زادهٔ ۲۷ ژوئیهٔ ۱۹۲۷ - درگذشته نامشخص) بازیکن بسکتبال اهل رومانی بود. وی در بازی‌های المپیک تابستانی ۱۹۵۲ شرکت کرده‌است.